# Lueta (gmina)
Lueta – gmina w Rumunii, w okręgu Harghita. Obejmuje miejscowości Băile Chirui i Lueta. W 2011 roku liczyła 3439 mieszkańców.